# 杨鹤熊
杨鹤熊，中华人民共和国政治人物、外交官。
1997年，接替郑耀文，担任中华人民共和国驻丹麦大使。2000年，由王其良接任。